# Rio Reno Baixo
O Reno Baixo (ou Nederrijn na língua neerlandesa) é um rio dos Países Baixos. O Reno Baixo é parte do Reno, que se divide perto de Pannerden (região de Nimegue) no Canal de Pannerden e o Rio Vales. 
Desde Arnhemia até Wijk bij Duurstede o rio é chamado Reno Baixo. A partir de Wijk bij Duurstede, o Reno Baixo se divide no Leica e no Reno Curvado.